# Gheorghe Crăciun

Gheorghe Crăciun (1950-2007) est un romancier, professeur et théoricien de la littérature roumain. 

## Biographie

### Enfance, études et monde de l'éducation
Gheorghe Crăciun naît le 8 mai 1950 à Tohanu Vechi, près de Brașov, fils de Ștefan Crăciun, ingénieur et de Maria Letca, qui occupe un emploi administratif. Il étudie au lycée de Sighișoara, puis à la faculté de philologie de Bucarest au sein de l'Université de la capitale jusqu'en 1973. 
Gheorghe Crăciun se souvient, en évoquant Sighișoara : "Je ne suis pas né à Sighișoara, mais cette ville où je suis allé au lycée pendant trois ans m’est restée dans le sang et provoque en moi des nostalgies inexplicables. [...] C’est aussi la période où j’ai découvert Alain Robbe-Grillet et ses romans si lents. J’aimais l’insistance maniaque avec laquelle son œil de prosateur balayait les choses. Dans ma tête ronronnait le moteur d’une caméra. Voir tout par une fente comme à travers une loupe. Voir tout lentement et d’une manière continue. Comme si l’on descendait les marches en chêne du tunnel en bois qui conduisait du lycée sur la colline à la citadelle. Ensuite, un travelling à peine perceptible jusqu’à ce que l’objectif de la caméra se fonde dans le mur en pierre de la tour de l’Horloge."
Il exerce en tant qu'enseignant à Nereju, ensuite à proximité de Brașov, où il enseigne également à la faculté de lettres de l'Université Transilvania, à compter de 1990, la théorie littéraire. En 2000, il soutient une thèse de doctorat sur la dimension transitive dans la poésie moderne et postmoderne roumaine.
Comme beaucoup de ceux que l'on a surnommés la « génération 80 », il est donc issu des milieux universitaires, connaisseur de la littérature occidentale et sensible à la critique contemporaine.

### L'entrée difficile dans le monde littéraire
Gheorghe Crăciun fait ses débuts littéraires dès 1970 dans la revue Luceafărul. Pendant ses études, il est rédacteur de la revue Noii aux côtés de Ioan Flora, Mircea Nedelciu, Gheorghe Iova, Ioan Lăcustă, Gheorghe Ene, Constantin Stan ou Sorin Preda. Il fréquente aussi, tout comme Mircea Cărtărescu, le cénacle bucarestois de philologie nommé Junimea en hommage aux prédécesseurs et animé par le critique et historien de la littérature Ovid S. Crohmălniceanu.
Au sortir de ses études, il raconte avoir longtemps cherché à faire publier un volume de poésies, sans succès et être par conséquent passé à la prose. En 1978, il termine un volume de proses courtes intitulé Gramatica generativă pentru zile și locuri [Grammaire générative des jours et des lieux] et il le soumet sur les conseils de Gheorghe Iova à Mircea Ciobanu aux éditions Cartea Românească. Suivent trois années de tractations, de "trop expérimental" et "pas le moment", au bout desquelles il soumet le manuscrit de Acte originale / Copii legalizate à Magdalena Bedrosian des mêmes éditions : le livre est publié au bout d'un peu plus d'un an, et il devient, de son propre aveu, de simple écrivain un auteur important remarqué par la critique. Une de ses nouvelles, Temă la alegere figura d'ailleurs dans l'anthologie Desant '83 de 1983. Ses proses courtes sont rééditées seulement en 2003 dans le volume Mecanica fluidului [Mécanique des fluides].

## Style, mouvement littéraire, critique et postérité
Gheorghe Crăciun a qualifié le mouvement littéraire auquel il appartenait d'underground. Selon lui, ils publiaient difficilement « parce qu'on faisait une littérature que les contrôleurs du système littéraire ne comprenaient pas, parce qu'elle était trop expérimentale. »
Il définit ainsi les fondements du mouvement textualiste, dont il fut l'un des principaux représentants : « Sonder un monde d'une complexité extraordinaire, dans lequel les structures socialistes connaissent une dynamique sans précédent, dans lequel le stress psychique, le procès RTS, le bombardement informationnel, l'agression du milieu technologique sur le sensoriel, la syncope du flux mental sont des évidences du quotidien, la plupart du temps, construire en marche des outils de travail, reconditionner des procédés littéraires préexistants ou alors dynamiter le discours, recourir aux documents à l'état brut et aux jargons spécialisés, se concentrer sur les formes de manifestations linguistiques orales, adapter les mouvements syntaxiques au rythme de la narration du récit, du rythme de la "textualisation" en dernière instance. ».
Au sujet de Acte oficiale/copii legalizate, Radu G. Țeposu note : « Nous n’avons plus ici les complications psychologiques de celui qui se prépare à écrire un roman (comme chez Mircea Eliade ou Anton Holban), mais un simple déroulement du mécanisme théorique. L’authenticité est, exclusivement, celle de la conscience de l’auteur et du narrateur. »
Caius Dobrescu associe le roman Pupa russa (La Poupée russe) aux films de Peter Jackson, adaptation de Le Seigneur des anneaux de J.R.R. Tolkien : "[…] la prégnance des perceptions corporelles entre dans un étrange et fascinant processus d'interaction avec le caractère monumental de l'invraisemblable, à la fois artificiellement théorique et symboliquement fantastique du personnage principal."
Un Prix littéraire Crăciun est décerné chaque année par Observator cultural, en hommage à l'auteur.

## Œuvres traduites en français
- Composition aux parallèles inégales[9], roman inspiré par le livre de Longus, Daphnis et Chloé fut traduit en 2001 par Odile Serre aux éditions Maurice Nadeau et obtint le prix Pierre-François Caillé de la Société des traducteurs français. Serge Fauchereau indique que « l'auteur ne se pose pas en psychologue ou en sociologue ; son livre n'est pas un traité sur la dégradation des sentiments et des sensations. C'est un constat, sans explications, au travers de descriptions et de scènes qui ne sont jamais noires ni réellement tragiques mais grisâtres et mornes, plus ou moins[10]. Catherine Argand relève que Gheorghe Crăciun module sur tous les registres le jaillissement impétueux de l'amour, son épicurisme foncier et ses infaillibles agonies[11].
- La Poupée russe, roman traduit du roumain par Gabrielle Danoux, aux éditions Maurice Nadeau, 2017, 452 pages,  (ISBN 978-2-8623-1261-3)

## Liste des œuvres
- Acte originale / Copii legalizate [Documents originaux/ copiées légalisées], Bucarest, 1982.
- Compunere cu paralele inegale (Composition aux parallèles inégales), Bucarest, 1988, édition revue et augmentée en 1999.
- Frumoasa fără corp [La Belle sans corps], roman, Bucarest, 1993.
- Deplasări / Deplacements, Bucarest, 1996, édition bilingue avec la traduction en roumain du texte de Serge Fauchereau.
- Cu garda deschisă[12] [La garde ouverte], critique, Bucarest, 1997.
- Introducere în teoria literaturii [Introduction à la théorie littéraire], critique, Bucarest, 1997, réédition en 2003.
- În căutarea referinței [À la recherche de la référence], critique, Bucarest, 1998.
- Reducerea la scară [Réduction à l’échelle], articles de presse collectés, Pitești, 1999.
- Modernitatea (La Modernité[13]), Bucarest, 2000, traduction en collaboration du texte d'Alexis Nouss[14].
- Aisbergul poeziei moderne [L'iceberg de la poésie moderne], essai issu de sa thèse de doctorat, Pitești, 2002.
- Mecanica fluidului [La Mécanique des fluides], nouvelles, dessins, photographies, Bucarest, 2003, édition revue et augmentée en 2015.
- Doi într-o carte, fără a-l mai socoti pe autorul ei [Deux dans un livre, sans compter l'auteur], entretiens avec Radu Petrescu et Mircea Nedelciu, 2003, réédition en 2016.
- Pupa russa [La Poupée russe], Bucarest, 2004, édition revue et augmentée en 2007.
- Trupul știe mai mult. Fals jurnal la „Pupa russa” (1993-2000) [Le Corps en sait plus. Faux journal de "La Poupée russe" (1993-2000)], Bucarest, 2006.
- Femei albastre [Des Femmes bleues], posthume, roman inachevé, Bucarest, 2011.
- Scriitorul și Puterea sau despre puterea scriitorului [L'écrivain et le pouvoir ou sur le pouvoir de l'écrivain], édition coordonnée par Carmen Mușat et Oana Crăciun, avec une préface de Caius Dobrescu, dans la collection Seria de autor„Gheorghe Crăciun” (Œuvres complètes de l'auteur), chez Cartea Românească, 520 p., 2015
- Imagini, litere și documente de călătorie [Images, lettres et documents de voyage], 2016, recueil inédit d'articles et écrits divers, dont certains publiés de son vivant par Observator cultural auquel l'auteur avait collaboré pendant de longues années.

## Prix littéraires
Gheorghe Crăciun a obtenu de nombreux prix littéraires, parmi lesquels : 
- le Prix de la première œuvre de l'Union des écrivains de Roumanie en 1983,
- le Prix de la revue Viața Românească dans la catégorie prose en 1984,
- le Prix Octav Suluțiu de la revue Familia en 1988,
- le Prix du Livre de l'année au salon national du livre de Cluj-Napoca en 1994,
- le Prix de l'Union des écrivains de la République de Moldavie en 1995 et en 2003,
- le Prix ASPRO [Asociația Scriitorilor Profesioniști din România, soit l'Association des écrivains professionnels de Roumanie] du meilleur ouvrage de critique en 1997 et en 2002,
- le Prix de la revue Cuvântul dans la catégorie critique en 2002.

Le roman La Poupée russe a obtenu  le prix de l'Union des écrivains de Roumanie dans la catégorie prose en 2004 et le prix de la revue Cuvântul dans la catégorie prose en 2004. 
Son roman Composition aux parallèles inégales, dans la traduction d'Odile Serre a obtenu le prix Pierre-Francois Caillé de la société française des traducteurs en 2001 et a été nommé pour le Prix de l'Union Latine.